# سكري حديثي الولادة
داء السكري الوليدي (1) (Neonatal Diabetes Mellitus - NDM) هو مرض يؤثر على قدرة جسم الرضيع على إنتاج أو استخدام الأنسولين. يعتبر داء السكري الوليدي شكلاً من أشكال السكري أحادي الجين (يتم تنظيمه بواسطة جين واحد) ويظهر في أول 6 أشهر من عمر الرضيع. لا ينتج الرضع ما يكفي من الأنسولين، مما يؤدي إلى زيادة تراكم الجلوكوز. إنه مرض نادر، يحدث في حالة واحدة فقط من كل 100000 إلى 500000 مولود حي. يمكن الخلط بين داء السكري الوليدي وداء السكري من النوع 1 الأكثر شيوعًا، ولكن مرض السكري من النوع 1 يحدث عادةً بعد 6 أشهر من عمر الرضيع. هناك نوعان من داء السكري الوليدي: داء السكري الوليدي الدائم (PNDM)، وهو حالة تستمر مدى الحياة، وداء السكري الوليدي المتبقي (TNDM)، وهو شكل من أشكال السكري يختفي خلال مرحلة الرضاعة ولكنه قد يظهر مرة أخرى لاحقًا في الحياة.
تم تحديد جينات معينة يمكن أن تسبب داء السكري الوليدي (NDM). يمكن أن يحدث ظهور داء السكري الوليدي بسبب التطور غير الطبيعي للبنكرياس، أو خلل خلايا بيتا، أو خلل متسارع في خلايا بيتا. بجانب داء السكري الذي يصيب الشباب عند البلوغ (MODY)، يعتبر داء السكري الوليدي شكلاً من أشكال السكري أحادي الجين. يمكن للأفراد المصابين بالسكري أحادي الجين نقله إلى أطفالهم أو الأجيال القادمة. كل جين مرتبط بالسكري الوليدي له نمط وراثة مختلف

## العلامات والأعراض
علامات داء السكري الوليدي:
- أولى العلامات: غالبًا ما يكون بطء نمو الجنين داخل الرحم، يُتبع بانخفاض ملحوظ في وزن المولود.[3]
- خلال الستة أشهر الأولى: يظهر على الرضع المصابين أعراض مشابهة لمرض السكري من النوع الأول، مثل:
  - عطش شديد
  - تبول متكرر
  - علامات الجفاف[3]

اختلاف توقيت الأعراض حسب النوع:
- النوع المتبقي (TNDM): تظهر الأعراض عادةً خلال الأيام أو الأسابيع الأولى من الحياة، مع:
  - انخفاض الوزن
  - علامات الجفاف[3]
  - ارتفاع السكر في الدم والبول
  - قد يعاني بعض الأطفال أيضًا من ارتفاع الكيتونات أو الحماض الأيضي.[4]
- النوع الدائم (PNDM): يبدأ عادةً ظهور الأعراض بعد ذلك قليلًا، حوالي الأسبوع السادس.

ملاحظات عامة:
- يميل الأطفال الخدج إلى مواجهة الأعراض مبكرًا، عادةً حوالي الأسبوع الأول.[5]
- هذه معلومات توعوية، ولا تُغني عن استشارة الطبيب المختص عند الشك بأي أعراض.

يُصنف داء السكري الوليدي إلى ثلاثة أنواع فرعية: دائم ومتبقي ومتلازمي، ولكل منها أسباب وراثية وأعراض مميزة.
داء السكري الوليدي المتلازمي: هو مصطلح يُستخدم للإشارة إلى داء السكري كأحد مكونات عدة متلازمات معقدة تصيب حديثي الولادة، بما في ذلك متلازمة إيبيكس IPEX ومتلازمة وولكوت-راليسون ومتلازمة وولفرام. تختلف الأعراض بشكل كبير اعتمادًا على المتلازمة.

### المضاعفات
الأشخاص الذين لديهم اختلافات في قنوات البوتاسيوم الحساسة للأديسون ثلاثي الفوسفات (KATP) معرضون لخطر متزايد للإصابة باضطراب فرط الحركة وتشتت الانتباه، واضطرابات النوم، والنوبات، وتأخر النمو - وكل ذلك بسبب وجود قنوات البوتاسيوم الحساسة للأديسون ثلاثي الفوسفات (KATP) في الدماغ. يمكن أن تتراوح شدة هذه الأعراض من خفيفة جدًا وغير ملحوظة إلى شديدة، وقد تتحسن أحيانًا مع علاج السلفونيل يوريا.
عند الأشخاص الذين يعانون من فرط التعبير الجيني 6q24، يميل السكري إلى أن يكون مؤقتًا، حيث يميل فرط سكر الدم إلى الزوال خلال السنة الأولى من الحياة. وعلى الرغم من عودة توازن السكر في الدم، فإن الأشخاص الذين يعانون من فرط التعبير الجيني 6q24 معرضون لخطر كبير للإصابة بالسكري في وقت لاحق من الحياة، كمراهقين أو بالغين.
يتم توريث العديد من التغيرات الجينية التي تسبب مرض السكري الوليدي بطريقة سائدة جسمية، أي أن تلقي نسخة واحدة من المتغير المرتبط بالمرض يؤدي إلى الإصابة بالمرض. وهذا ينطبق على جينات KATP وKCNJ11 وABCC8، وتضخم 6q24 الموروثة من الأب، حيث يكون لكل منها فرصة 50٪ للانتقال إلى كل ذرية من فرد مصاب.

## السبب
داء السكري الوليدي هو مرض جيني سببه طفرات جينية إما مكتسبة بشكل عفوي أو موروثة من الوالدين. هناك ما لا يقل عن 30 طفرة جينية مختلفة يمكن أن تؤدي إلى هذا المرض. يتنوع تطور وعلاج داء السكري الوليدي بناءً على السبب الجيني المحدد.
هناك خمس آليات رئيسية تُعرف بها الطفرات الجينية المُسببة لداء السكري الوليدي:
1. منع تطور البنكرياس أو خلايا بيتا: تؤدي بعض الطفرات إلى اضطراب في تشكل البنكرياس، العضو المسؤول عن إنتاج الأنسولين، أو خلايا بيتا الموجودة فيه، والمسؤولة عن إفراز الأنسولين.
2. تعزيز موت خلايا بيتا: يمكن للطفرات الأخرى تحفيز موت خلايا بيتا من خلال أمراض المناعة الذاتية أو الإجهاد الشبكي الهوائمي، وهي حالة تؤدي إلى خلل في وظائف الخلية.
3. منع خلايا بيتا من التعرف على الجلوكوز أو إفراز الأنسولين: تمنع بعض الطفرات خلايا بيتا من استشعار الجلوكوز في الدم، ما يعطل عملية إفراز الأنسولين الطبيعية.
4. التعبير غير الطبيعي لمنطقة 6q24 على الكروموسوم 6: تؤدي بعض الطفرات إلى زيادة غير طبيعية في نشاط منطقة 6q24 على الكروموسوم 6[7]، ما يلعب دورًا في تنظيم مستويات السكر في الدم.

### السبب الرئيسي للنوع الدائم من داء السكري الوليدي:

#### قنوات البوتاسيوم الحساسة لـ ATP (KATP):
- تمثل الطفرات الجينية في قنوات البوتاسيوم الحساسة للأديسون ثلاثي الفوسفات ATP (KATP) السبب الرئيسي لمعظم حالات النوع الدائم من داء السكري الوليدي.[6]
- تؤثر هذه الطفرات على إحدى الوحدتين الفرعيتين للقناة، وهما KCNJ11 و ABCC8.
- تؤدي الطفرات المرضية إلى "فتح دائم" للقناة، ما يجعل خلية بيتا غير قادرة على إفراز الأنسولين استجابةً لارتفاع سكر الدم.[6]
- غالبًا ما يعاني الأطفال المولودون مع هذه الطفرات من قصور في النمو داخل الرحم، وبالتالي انخفاض في وزن الولادة.[6]

### السبب الثاني الأكثر شيوعًا:

#### طفرة في جين الأنسولين:
- يمثل ثاني أكثر الأسباب شيوعًا للنوع الدائم من داء السكري الوليدي الطفرات في الجين الذي يرمز للأنسولين.
- تتسبب هذه الطفرات في تكسر غير طبيعي لبروتين الأنسولين.
- يتراكم الأنسولين المتضرر في الشبكة الإندوبلازمية (ER)، ما يؤدي إلى إجهاد الشبكة وموت خلايا بيتا.[6]

### لسبب الرئيسي للنوع المتبقي من داء السكري الوليدي:

#### فرط التعبير عن منطقة 6q24 على الكروموسوم 6:
- يُعد فرط التعبير عن مجموعة من الجينات في منطقة 6q24 على الكروموسوم 6 [6] السبب الرئيسي لمعظم حالات النوع المتبقي من داء السكري الوليدي.
- غالبًا ما يحدث فرط التعبير هذا بسبب خلل في تنظيم المنطقة من الناحية فوق جينية.[6]

##### آلية حدوث فرط التعبير:
- عادةً يكون للنسخة الموروثة من الأب في منطقة 6q24 نشاط جيني أعلى بكثير من النسخة الموروثة من الأم.
- لذلك، يمكن أن يحدث فرط التعبير في هذه المنطقة في حالتين:
  - توحّد الصبغي الأبوي (Paternal Uniparental Disomy): حصول المولود على نسختين من المنطقة من الأب فقط بدلاً من نسخة واحدة من كلٍ من الأب والأم.(إما من خلال تكرار أحادي الأبوين، أو تلقي نسختين من الأب بالإضافة إلى النسخة من الأم)
  - خلل في مثلية الحمض النووي للنسخة الأمومية: حصول المولود على نسخة من الأم بها خلل في مثيلة الحمض النووي (علامة كيميائية على الحمض النووي)، ما يؤدي لزيادة نشاطها.[6]

### أسباب أخرى أقل شيوعًا لمرض السكري الوليدي:
على الرغم من ندرة حدوث ذلك مقارنة بالحالات السابقة، يمكن لطفرات جينية في عدّة جينات أخرى أن تؤدي إلى الإصابة بالسكري الوليدي. إليك بعض الأمثلة:
تشوهات البنكرياس:
- طفرات في عوامل النسخ CNOT1، GATA4، GATA6، PDX1، PTF1A، أو RFX6 والتي تلعب دورًا رئيسيًا في تطوير البنكرياس. تؤدي هذه الطفرات إلى تقزّم أو اختفاء البنكرياس تمامًا.[6][8]

خلل في خلايا بيتا:
- طفرات في عوامل النسخ GLIS3، NEUROD1، NEUROG3، NKX2-2، أو MNX1 التي تحفز تكوين خلايا بيتا. تؤدي هذه الطفرات إلى تشوه أو اختفاء خلايا بيتا، ما يمنعها من إفراز الأنسولين.[9]

آليات أخرى:
- طفرات في EIF2AK3 تؤدي إلى تفاقم إجهاد الشبكة الإندوبلازمية (ER stress)، ما يسبب موت خلايا بيتا ومشاكل في الهيكل العظمي والكبد.[6]
- طفرات في الجين المناعي FOXP3 يمكن أن تسبب متلازمة نقص مناعة القولون التليفي (IPEX)، وهي حالة متعددة الأعراض تشمل مرض السكري الوليدي كأحد أعراضها.[6]

جينان في منطقة 6q24 يرتبطان بداء السكري الوليدي المتبقي (TNDM):
جين ZAC:
- هو بروتين إصبع الزنك الذي يتحكم في موت الخلايا المبرمج (الاستماتة) وتوقف دورة الخلية (يتوقف انقسام الخلايا ومضاعفة الحمض النووي عندما تكتشف الخلية تلف الخلية أو عيوبها) في جين PLAG1.
- يلعب دورًا في تنظيم مستقبل الببتيد المنشط لإنزيم الأدينيلات سايكليز الحويصي من النخامية من النوع 1 (PACAP)(هو متعدد ببتيد هذا ينشط أدينيلات سيكليس ويزيد من أحادي فوسفات الأدينوسين الحلقي أو سي آه أم بي. أحادي فوسفات الأدينوسين الحلقي هو الرسول الثاني التي يتم استخدامها للخلايا المجاورة لأداء نقل الإشارة في الخلايا المستهدفة)، وهو أمر مهم لتنظيم إفراز الأنسولين.
- يرتبط فرط التعبير عن جين ZAC بسبب التوحد الصبغي الأبوي (UPD) للكروموسوم 6q24 بداء السكري الوليدي المتبقي (TNDM).

جين HYMAI:
- وظيفته غير معروفة.[10]
- يرتبط فرط التعبير عن جين HYMAI بسبب التوحد الصبغي الأبوي (UPD) للكروموسوم 6q24 أيضًا بداء السكري الوليدي المتبقي (TNDM)، ولكن دوره المحدد في المرض غير واضح.

ثانيًا، يحدث مرض السكري الناتج عن كروموسوم 6 6q24 (6q24-داء السكري الوليدي المتبقي) بسبب فرط التعبير عن الجينات المطبوعة على الكروموسوم 6q24 (PLAGL1 [ZAC] و HYMAI). وقد تم اكتشاف وجود منطقة مُمَاثِلة الميثيل بشكل تفاضلي (DMR) داخل المُرَوِج المشترك لهذه الجينات. وبشكل عام، يتم منع التعبير عن أليلات الأم لـ PLAGL1 و HYMAI أو عدم التعبير عنها عن طريق ميثيلات DMR ولا يتم التعبير إلا عن أليلات الأب لـ PLAG1 و HYMA1. تؤدي الآليات الجينية المدرجة سابقًا إلى ضعف كمية الجينات الطبيعية لهذين الجينين مرتين وتسبب مرض السكري الناتج عن كروموسوم 6 6q24.
جين ZFP57
ثالثًا، يمكن أن تحدث عيوب نقص الميثلة من الأم (خلل جيني يمنع الأليل من الحصول على مجموعة ميثيل، والتي من شأنها أن تمنع النسخ) من بصمة جينية معزولة أو تحدث كخلل يسمى "بصمات نقص الميثلة" (HIL). يُعرف HIL بفقدان مجموعة ميثيل في نوكليوتيد 5-ميثيل سيتوزين في موضع ثابت على الكروموسوم. تُشكل المتغيرات المرضية لـ ZFP57 المتماثلة (وجود اثنين من نفس الأليلات) أو متغايرة الزيجوت (وجود كل من أليلين مختلفين) ما يقرب من نصف حالات TNDM-HIL، لكن الأسباب الأخرى لـ HIL غير معروفة.
وإضافة إلى ذلك، فإن نصف مرضى السكري الوليدي الناتج عن خلل كروموسوم 6 6q24 يعانون من تكرار الإصابة بالسكري خلال مرحلة الطفولة أو أوائل مرحلة البلوغ. يرتبط ظهور مقاومة الأنسولين وزيادة متطلبات الأنسولين بالبلوغ والحمل مما يؤدي إلى انتكاسة السكري.[11] في حالة مغفرة المرض، لا تظهر على الأفراد أي أعراض أو ضعف في وظيفة خلايا بيتا في حالة الصيام. قد يكون استجابة إفراز الأنسولين لتحميل الجلوكوز الوريدي غير طبيعية لدى الأشخاص عودات السكري. يرتبط السكري الوليدي الناتج عن عيوب جينية 6q24 دائمًا بـ IGUR. عوامل مساهمة أخرى هي الفتق السري ولسان متضخم، والتي توجد في 9 و 30 ٪ من مرضى السكري الوليدي المرتبط كروموسوم 6 6q24.

## التشخيص
تشكل عملية تشخيص السكري الوليدي تحديًا بسبب شيوع ارتفاع نسبة السكر في الدم لدى الأطفال حديثي الولادة، وخاصة أولئك المولودين قبل الأوان، حيث يعاني 25-75% منهم من هذه المشكلة.يبدأ ارتفاع نسبة السكر في الدم عند الرضع عادةً في الأيام العشرة الأولى من الحياة، ويدوم فقط لمدة يومين إلى ثلاثة أيام.

### تشخيص السكري الوليدي المتعلق بالأنسولين (TNDM) والسكري الوليدي غير المعتمد على الأنسولين (PNDM)
يعتمد التشخيص بشكل أساسي على العوامل التقييمية التالية:
- النمو داخل الرحم: عادة ما يكون الرضع المصاب بـ داء السكري الوليدي المتعلق بالأنسولين قد عانى من قصور في النمو داخل الرحم أكثر من مصابي داء السكري الوليدي الدائم.
- الحماض الكيتوني: احتمالية إصابة مرضى السكري الوليدي المتعلق بالأنسولين بالحماض الكيتوني أقل بكثير من المصابين بـ داء السكري الوليدي الدائم.
- عمر التشخيص: يكون مرضى السكري الوليدي المتعلق بالأنسولين عادة أصغر عند تشخيص السكري، كما تكون متطلباتهم للأنسولين أقل.
- التداخل في التشخيص: قد يتداخل التشخيص بين الحالتين بسبب وجود تداخل في بعض المميزات السريرية، فلا يمكن الاعتماد فقط على المظاهر السريرية للتمييز بينهما بشكل مؤكد.
- بداية السكري: في معظم حالات السكري الوليدي المتعلق بالأنسولين لا يرتبط بدء السكري بأمراض المناعة الذاتية.
- الانتكاس: يُعد تكرار الإصابة بالسكري شائعاً في حالات السكري الوليدي المتعلق بالأنسولين، لذا تُعتبر المتابعة طويلة المدى ضرورية.
- الفحوصات الجزيئية: يُمكن عن طريق إجراء تحليل جيني للكروموسوم 6 والجينات KCNJ11 و ABCC8 (المسؤولة عن ترميز بروتيني Kir6.2 و SUR1) تحديد إصابة الرضيع بـ داء السكري الوليدي الدائم في مراحل الرضاعة المبكرة.
- قنوات البوتاسيوم: يُعاني حوالي 50% من مرضى داء السكري الوليدي الدائم من خلل في قنوات البوتاسيوم، وهو أمر مهم جدًا عند تحويل العلاج من الأنسولين إلى سلفونيل يوريا.

تشخيص السكري الوليدي المتعلق بالأنسولين المرتبطة بالطفرات الجينية في الكروموسوم 6q24
يوجد طريقتان رئيسيتان لتشخيص السكري الوليدي المتعلق بالأنسولين (TNDM) المرتبط بالتحورات الجينية في الكروموسوم 6q24 هما:
1. التكاثر أحادي المنشأ للكروموسوم (Uniparental Disomy):
يعتمد هذا الأسلوب على تحليل علامات تعدد الشكلية (polymorphic markers) الموجودة على الكروموسوم 6 لتحديد ما إذا كان هناك تكرار لأحد أصلين الكروموسوم (الأم أو الأب) بشكل كامل أو جزئي. يتم إجراء مقارنة بين ملفات أليل تلك العلامات لدى الطفل مع ملفات أليليهما، وفي حال اكتشاف تطابق تام للمعلومات الجينية من أحد الوالدين فقط، فهذا يعني حدوث تكاثر أحادي المنشأ كامل، أما وجود اختلافات جزئية في العلامات فيشير إلى احتمال حدوث تكاثر أحادي المنشأ جزئي. ويتم عادةً اختيار العلامات الجينية المستخدمة في هذا التحليل لتكون قريبة من منطقة الاهتمام في الكروموسوم 6q24.
2. تضعيف الكروموسوم (Duplication):
يستخدم هذا الأسلوب نفس تقنية تحليل علامات تعدد الشكلية لكنه يهدف إلى الكشف عن وجود نسخة إضافية من منطقة 6q24 على الكروموسوم 6، مما يشير إلى حدوث تضعيف للصبغي.

### اختبارات تشخيص السكري الوليدي الناتج عن خلل الأنسولين (NDM)
هناك ثلاثة اختبارات رئيسية تستخدم لتشخيص السكري الوليدي الناتج عن خلل الأنسولين:
1. اختبار سكر الصيام: يقيس هذا الاختبار مستوى سكر الدم لدى الطفل بعد صيام لمدة 8 ساعات على الأقل. يُستخدم هذا الاختبار للكشف عن مرض السكري أو ما قبل السكري.
2. اختبار تحمل الجلوكوز الفموي: يقيس هذا الاختبار مستوى سكر الدم لدى الطفل بعد صيام لمدة 8 ساعات على الأقل ثم بعد ساعتين من شرب محلول يحتوي على سكر الجلوكوز. يُستخدم هذا الاختبار لتشخيص مرض السكري أو ما قبل السكري.
3. اختبار سكر الدم العشوائي: يقيس هذا الاختبار مستوى سكر الدم لدى الطفل بغض النظر عن موعد آخر وجبة له. يُستخدم هذا الاختبار جنبًا إلى جنب مع تقييم الأعراض لتشخيص مرض السكري، ولكن لا يمكنه تشخيص ما قبل السكري.

### اختبارات جينية للسكري الوليدي الناتج عن خلل الأنسولين (NDM)
هناك عدة اختبارات جينية يمكن استخدامها لتشخيص السكري الوليدي الناتج عن خلل الأنسولين، وأحد أهمها هو:
1. اختبار التكاثر أحادي المنشأ للأصبغي (Uniparental Disomy Test):
- متطلبات الفحص: يتطلب هذا الاختبار عينات من الأنسجة أو الدم للجنين أو الطفل وكلا الوالدين. كما يلزم تحديد الكروموسوم المراد فحصه عند طلب الإجراء.
- المواد المستخدم في الفحص قبل الولادة: عند إجراء الفحص على عينات قبل الولادة، يمكن استخدام خلايا المشيمة إذا كانت عينة السائل الأمني غير كافية. في هذه الحالة، يضاف فحص المشيمة وتكاليفه بشكل منفصل عن تكلفة الفحص الأساسي.[13]
- طريقة الفحص: يستخدم هذا الاختبار تقنيات خاصة مثل "علامات المجهر المشعاعي" و "تفاعل البوليميراز المتسلسل" على الكروموسوم المحدد، وذلك لمقارنة الحمض النووي للطفل والوالدين وتحديد وجود "تكاثر أحادي المنشأ".[13]

## العلاج

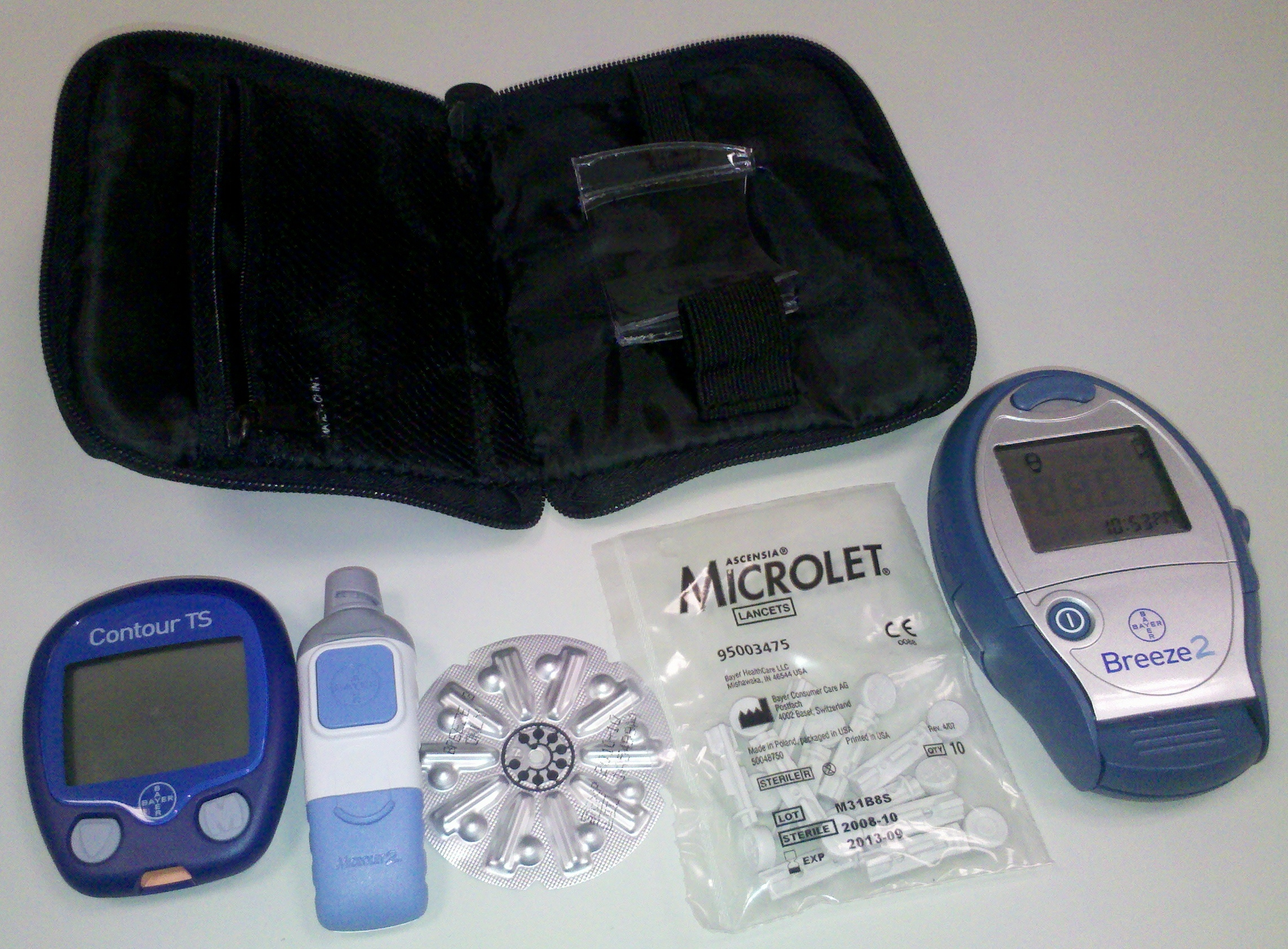
مرض سكري الخدج

تم علاج الأطفال حديثي الولادة المصابين بالسكري في البداية عن طريق حقن الأنسولين في الوريد بمعدل 0.05 وحدة لكل كيلوغرام من وزن الطفل في الساعة، وهذا المعدل شائع الاستخدام.
يعتمد اختيار العلاج المناسب على الطفرات الجينية التي تسبب السكري للطفل. بالنسبة للطفرات الأكثر شيوعًا في السكري الوليدي (التي تحدث في جيني KCNJ11 و ABCC8)، يمكن علاجها باستخدام أدوية السلفونيل يوريا فقط، وقد يتمكن المريض مع الوقت من التوقف عن أخذ الأنسولين نهائيًا.
في كثير من الحالات، يمكن علاج السكري الوليدي عن طريق تناول أدوية السلفونيل يوريا الفموية مثل جليبوريد. وقد يطلب الطبيب إجراء فحوصات جينية لتحديد ما إذا كان الانتقال من الأنسولين إلى أدوية السلفونيل يوريا مناسبًا للمريض.
بالنسبة للأشخاص الذين تسبب طفرات قنوات البوتاسيوم الحساسة لـلاديسون ثلاثي الفوسفات ATP (KATP) في مرضهم، يمكن علاجهم أحيانًا باستخدام جرعات عالية من أدوية السلفونيل يوريا، والتي تعمل على إغلاق قنوات KATP مباشرة.

## النتائج
تختلف نتائج مرض السكري عند الرضع أو البالغين المصابين بالسكري الوليدي بين حاملي المرض، فمن بين الأطفال المصابين، يعاني البعض من مرض سكري الخدج الدائم بينما يعاني البعض الآخر من انتكاسة مرض السكري لديهم، وقد يشفى اخرون بشكل دائم، يمكن ان يعود مرض السكري في مرحلة الطفولة أو البلوغ للمريض. وتشير التقديرات إلى أن سيكون مرض سكري الخدج العابر يمثل نصف الحالات، حوالي 50٪ من مرضى سكري الخدج.
خلال مرحلة الخدج، يتم تحديد التشخيص بناءً على شدة المرض (الجفاف والحموضة)، وكذلك بناءً على سرعة تشخيص المرض وعلاجه. يمكن للتشوهات المصاحبة (على سبيل المثال، النمو غير المنتظم في الرحم أو تضخم اللسان) أن تؤثر على تشخيص الشخص. يعتمد التشخيص طويل المدى على التحكم الأيضي للشخص، والذي يؤثر على وجود مضاعفات مرض السكري ومضاعفاتها. يمكن تأكيد التشخيص من خلال التحليل الجيني للعثور على السبب الجيني للمرض. مع الإدارة المناسبة، يكون التشخيص لصحة عامة وتطور دماغي طبيعي جيدًا بشكل عام. يُنصح بشدة الأشخاص الذين يعيشون مع مرض سكري الخدج بالحصول على تشخيص من مقدم الرعاية الصحية الخاص بهم..[بحاجة لمصدر]

## علم الأوبئة
يصاب حوالي 1 من كل 90,000 إلى 160,000 طفل حديث الولادة بالسكري الوليدي، ويطور حوالي نصفهم النوع الدائم من السكري بينما يطور النصف الآخر النوع العابر منه.

## الهوامش
- 1 الخدج (حديثي الولادة): هو الطفل الحديث الولادة الذي يولد قبل الأسبوع 37 من الحمل حيث أن فترة الحمل هي 40 أسبوع تقريبًا

### الأعمال المذكورة
- Atkinson MA، Mcgill DE، Dassau E، Laffel L (2016). "Type 1 Diabetes Mellitus". Williams Textbook of Endocrinology (ط. 14). Elsevier. ص. 1403–1437.
- De Franco E. "Neonatal diabetes caused by disrupted pancreatic and β-cell development". Diabet Med. ج. 38 ع. 12: e14728. DOI:10.1111/dme.14728. hdl:10871/127596. PMID:34665882. S2CID:239035029.
- Garg M، Devaskar SU. "Disorders of Carbohydrate Metabolism in the Neonate". Fanaroff and Martin's Neonatal-Perinatal Medicine (ط. 11). Elsevier. ص. 1584–1610. ISBN:9780323567114.
- Katugampola H، Gevers EF، Dattani MT (2016). "Endocrinology of Fetal Development". Williams Textbook of Endocrinology (ط. 14). Elsevier.
- Lemelman MB، Letourneau L، Greeley SA. "Neonatal Diabetes Mellitus: An Update on Diagnosis and Management". Clin Perinatol. ج. 45 ع. 1: 41–59. DOI:10.1016/j.clp.2017.10.006. PMC:5928785. PMID:29406006.

## روابط خارجية
- جينات مرض السكري. معلومات حول الأشكال الوراثية لمرض السكري.| التصنيفات الطبية  | - التصنيف الدولي التاسع للأمراض (ICD-9-CM): 775.1 - التصنيف الدولي العاشر للأمراض (ICD-10-CM): P70.2                        |
| المعرفات الخارجية | - مكنز المعهد القومي للسرطان (NCI): C99248 - أنطولوجيا الأمراض: DOID:11717 - نظام اللغة الطبية الموحدة (UMLS CUI): C0158981 |